# Łęg Zdzieszowicki
Łęg Zdzieszowicki este o arie protejată (sit de importanță comunitară — SCI) din Polonia întinsă pe o suprafață de 619,9 ha, integral pe uscat.

## Localizare
Centrul sitului Łęg Zdzieszowicki este situat la coordonatele 50°23′46″N 18°05′54″E / 50.3962°N 18.0982°E.

## Înființare
Situl Łęg Zdzieszowicki a fost declarat sit de importanță comunitară în octombrie 2009 pentru a proteja 7 specii de animale.

## Biodiversitate
Situată în ecoregiunea continentală, aria protejată conține 4 habitate naturale: Lacuri eutrofice naturale cu vegetație de tip Magnopotamion sau Hydrocharition, Liziere de ierburi înalte hidrofile de câmpie și de nivel montan până la alpin, Fânețe de joasă altitudine (Alopecurus pratensis, Sanguisorba officinalis), Păduri mixte riverane de Quercus robur, Ulmus laevis și Ulmus minor, Fraxinus excelsior sau Fraxinus angustifolia, de-a lungul marilor râuri (Ulmenion minoris).
La baza desemnării sitului se află mai multe specii protejate:
- amfibieni (2): buhai de baltă cu burta roșie (Bombina bombina), triton cu creastă (Triturus cristatus)
- mamifere (2): vidră de râu (Lutra lutra), liliac comun (Myotis myotis)
- nevertebrate (3): croitorul mare al stejarului (Cerambyx cerdo), rădașcă (Lucanus cervus), Osmoderma eremita